# Call on Me (låt med Laleh)
"Call on Me" är en låt från Lalehs album Prinsessor, som utkom 2006. Den balladliknande låten släpptes på singel året efter.